# Knappenhaus

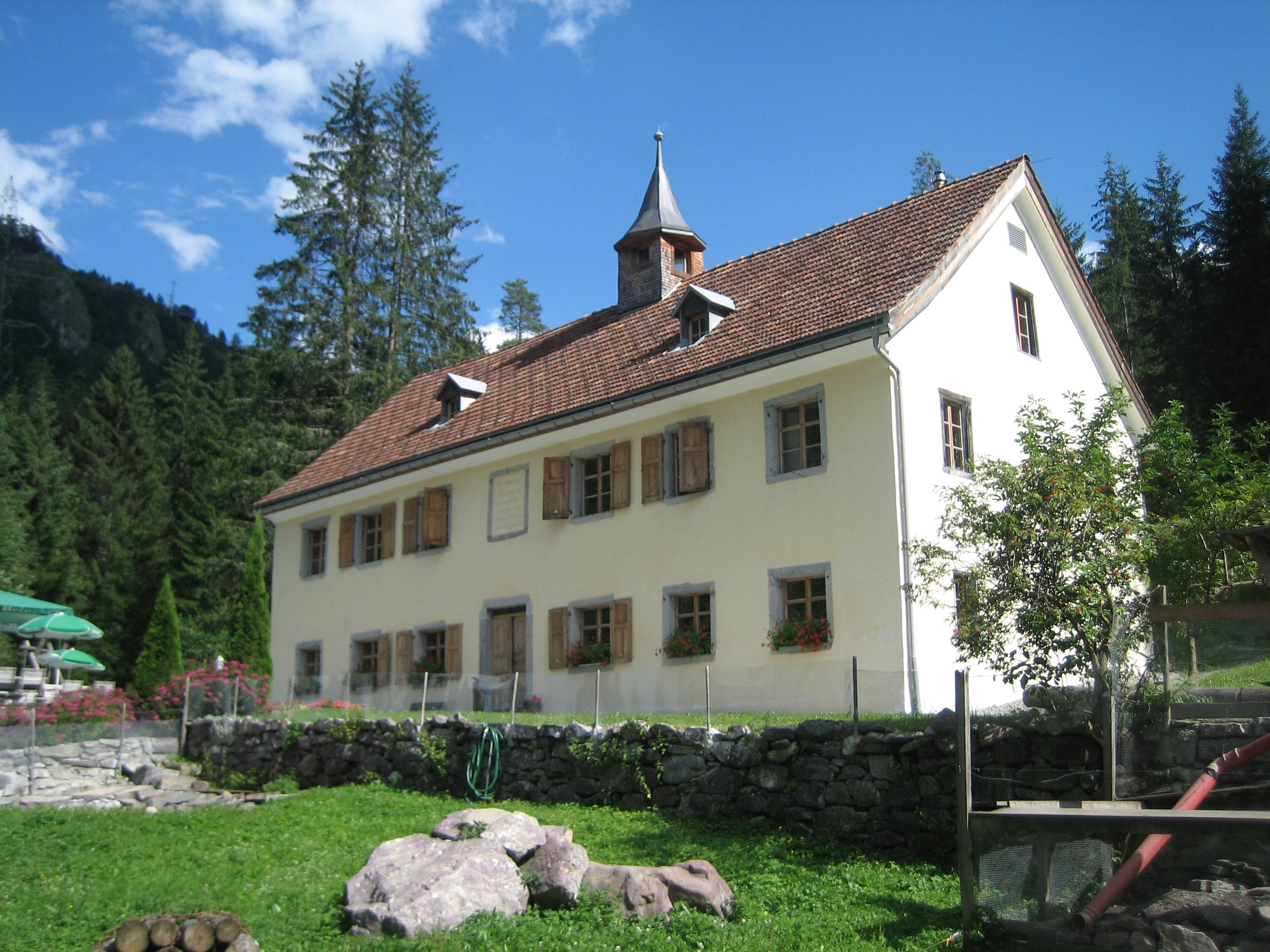
Ehemaliges Knappenhaus Bellaluna im Albulatal im Kanton Graubünden.

Ein Knappenhaus war eine Schlafstätte für Bergleute während des Arbeitseinsatzes.
Es stand entweder in Einzellage nahe den Zugängen zu den Stollen, um den Bergarbeitern den täglichen Anstieg zu ersparen, oder war in ein dörfliches Gefüge integriert. Es war zumeist massiv gebaut und gliederte sich stets in mehrere Wohneinheiten.
Als regionaler Bautyp bedienten sich Knappenhäuser der regionstypischen Formensprache. Beispielsweise verfügen die seit dem 16. Jahrhundert im obersteirisch-niederösterreichischen Grenzgebiet errichteten Knappenhäuser üblicherweise über einen längsrechteckigen Grundriss.
Gut erhaltene Knappenhäuser sind heute oftmals denkmalgeschützt.